# (28718) Rivergrace
(28718) Rivergrace est un astéroïde de la ceinture principale d'astéroïdes.

## Description
(28718) Rivergrace est un astéroïde de la ceinture principale d'astéroïdes. Il fut découvert le 7 avril 2000 à Socorro (Nouveau-Mexique) par le projet LINEAR. Il présente une orbite caractérisée par un demi-grand axe de 2,28 UA, une excentricité de 0,16 et une inclinaison de 7,3° par rapport à l'écliptique.

## Compléments